# Тарковская, Лариса Павловна
Лариса Павловна Тарковская (девичья фамилия — Егоркина, фамилия по первому мужу — Кизилова; 1 февраля 1933, Москва — 19 января 1998, Нёйи-сюр-Сен, Франция) —  помощник режиссёра, вторая жена Андрея Тарковского.

## Биография
Родилась 1 февраля 1933 года в Москве в семье инженера-гальваника Павла Васильевича Егоркина. Мать, Анна Семёновна, работала швеёй. Родители были родом из деревни Авдотьинка Шиловского района Рязанской области и обосновались в столице в 1925 году. В отличие от тихой и послушной старшей сестры Антонины, Лариса была непоседой, очень любила танцевать, занималась хореографией в Доме культуры и мечтала стать балериной. Благодаря заказчицам матери с «Мосфильма» обе дочери устроились на киностудию. Антонина работала в актёрском отделе, а Лариса после специальных курсов стала помощником режиссёра.
Вышла замуж за инженера Игоря Кизилова, в 1958 году родила ему дочь Ольгу. На съёмах фильма «Андрей Рублёв» познакомилась с Андреем Тарковским. Летом 1970 года вышла за него замуж и взяла его фамилию. 7 августа у них родился сын Андрей.
Работала помощником режиссёра на фильмах Андрея Тарковского. Снялась в небольшой роли в фильме «Зеркало». Безуспешно пробовалась на роль жены заглавного героя в «Сталкере», обвинив в своей неудаче оператора Георгия Рерберга. Николай Болдырев, биограф Тарковского, писал о ней:

То, что Тарковский влюбился в женщину, которая почти во всем его дополняла, противостоя ему, как природа противостоит духу, явствует из множества свидетельств. Все в ней было для него неожиданно, одновременно и шокирующее, и восхитительно: и телесная роскошь и русская бесшабашная удаль, смелость без границ и удержу, и та хозяйственная безупречность, та чистоплотность и инстинктивная («в крови») домовитость, которые искони присущи простой русской женщине...
Андрей Тарковский часто говорил: «Все должны знать, что без этой женщины я бы просто пропал». Даже её недоброжелатели отмечали, что без неё он чувствовал себя абсолютно беззащитным.
В 1987 году возглавила учреждённый по её инициативе Международный институт имени Андрея Тарковского.
Умерла от рака 19 января 1998 года в Нёйи-сюр-Сен. Похоронена рядом с мужем на русском кладбище Сент-Женевьев-де-Буа под Парижем.

## Фильмография
- 1966 — Андрей Рублёв (ассистент режиссёра)
- 1972 — Солярис (помощник режиссёра, в титрах не значится)
- 1975 — Зеркало (исполнительница роли Надежды, помощник режиссёра)
- 1979 — Сталкер (помощник режиссёра)
- 1983 — Ностальгия (помощник режиссёра)